# Truro (Massachusetts)
Truro é uma vila localizada no condado de Barnstable no estado estadounidense de Massachusetts. No Censo de 2010 tinha uma população de 2.003 habitantes e uma densidade populacional de 29,48 pessoas por km².

## Geografia
Truro encontra-se localizado nas coordenadas 42° 00′ 49″ N, 70° 03′ 51″ O. Segundo a Departamento do Censo dos Estados Unidos, Truro tem uma superfície total de 67.95 km², da qual 54.27 km² correspondem a terra firme e (20.13%) 13.68 km² é água.

## Demografia
Segundo o censo de 2010, tinha 2.003 habitantes residindo em Truro. A densidade populacional era de 29,48 hab./km². Dos 2.003 habitantes, Truro estava composto pelo 95.41% brancos, o 1.95% eram afroamericanos, o 0.2% eram amerindios, o 0.5% eram asiáticos, o 0% eram insulares do Pacífico, o 0.45% eram de outras raças e o 1.5% pertenciam a duas ou mais raças. Do total da população o 2.05% eram hispanos ou latinos de qualquer raça.

## Lugares
- Casa Highland